# Xã Peaceful Valley, Quận Slope, Bắc Dakota
Xã Peaceful Valley (tiếng Anh: Peaceful Valley Township) là một xã thuộc quận Slope, tiểu bang Bắc Dakota, Hoa Kỳ. Năm 2010, dân số của xã này là 19 người.